# A Night of Thrills
A Night of Thrills er en amerikansk stumfilm fra 1914 af Joseph De Grasse.

## Medvirkende
- Pauline Bush som Hazel.
- William C. Dowlan som Jack.
- Charles Manley som Howard Wild.
- Lon Chaney.